# فرانسوا ماري سوزان
فرانسوا ماري سوزان (بالفرنسية: François-Marie Suzanne)‏ هو نحات فرنسي، ولد في 1750، وتوفي في 1802.